# 2160 Spitzer
2160 Spitzer è un asteroide della fascia principale. Scoperto nel 1956, presenta un'orbita caratterizzata da un semiasse maggiore pari a 2,8991962 UA e da un'eccentricità di 0,0984237, inclinata di 2,85775° rispetto all'eclittica.
L'asteroide è dedicato a Lyman Spitzer, per 32 anni direttore dell'osservatorio astronomico dell'Università di Princeton.